# Серославиці (Опольське воєводство)
Серославиці (пол. Sierosławice, нім. Grenzfelde) — село в Польщі, у гміні Бичина Ключборського повіту Опольського воєводства. Населення — 79 осіб (2011).
У 1975—1998 роках село належало до Опольського воєводства.

## Демографія
Демографічна структура станом на 31 березня 2011 року:
|          | Загалом | Допрацездатний вік | Працездатний вік | Постпрацездатний вік |
| -------- | ------- | ------------------ | ---------------- | -------------------- |
| Чоловіки | 43      | 17                 | 26               | 0                    |
| Жінки    | 36      | 13                 | 21               | 2                    |
| Разом    | 79      | 30                 | 47               | 2                    |